# 조선신민당
조선신민당(朝鮮新民黨)은 조선독립동맹(朝鮮獨立同盟)의 위원장 김두봉이 1946년 2월 연안파 공산주의자들과 함께 창당한 공산당이다. 중앙위원회 구성원은 다음과 같다. 우선 주석은 김두봉이며, 부주석은 최창익, 한빈이다. 주요 당 간부로는 백남운, 허정숙, 박효삼 등이 있었다.
조선신민당은 전신인 조선공산당에 비해 다소 온건하고 온화한 입장을 취하고 있었기 때문에 대중들 사이에선 인기가 매우 높았다. 이 점에서 조선신민당은 조선공산당을 계승한 대중적인 사회주의 당파이자 마르크스-레닌주의를 내건 노동자농민 선봉당이라고도 할 수 있다.
1946년 조선신민당은 조선인민당을 규합하여 대중적인 공산당으로서 당세를 넓혔으나, 미국과 소련 양측 군정의 분단 정책으로 인해 이북 지역의 당원들은 북조선로동당으로, 이남 지역의 당원들은 남조선로동당으로 흩어지게 되었다.

## 조선신민당의 창당
조선신민당이 창당되기 이전, 김두봉은 조선민족혁명당과 조선의용대에서 활동하였다. 1937년 남경이 일본군에게 함락되어 중경으로 이주한 민족혁명당은 대한민국 임시정부와 합작하게 되었고, 그 와중에 김두봉의 건의가 받아들여지지 않자 그는 민족혁명당을 떠나 1942년 4월, 화북 지방의 연안(延安)에 정착하게 된다.
김두봉은 이곳에서 군사 단체를 조직하여 조선인 청년들을 모았으며 이 과정에서 과거 민족혁명당 함께 몸담았던 최창익 일파와 별도로 무장 투쟁을 벌이던 김무정이 합류하게 된다. 김두봉은 같은해 7월 정치 조직으로 조선독립동맹을, 군사 조직으로는 조선의용대 화북지대(華北支隊)를 개편한 조선의용군(朝鮮義勇軍)을 조직하게 된다
1945년 일본이 패망하고 김두봉은 12월 13일 자신의 조직을 이끌고 조선으로 귀환하였으나 소련군 김일성에 의해 조선의용군은 무장 해제를 당한다. 김두봉의 조선독립동맹은 모스크바 3상 회의의 지지 성명을 내며 조선공산당과 마찬가지로 찬탁을 결정했고 1946년 2월엔 남쪽에 조직을 파견하여 백남운을 위원장으로 하는 독립동맹 경성특별위원회를 설치하는 등 군정기 한반도에서 정치적 기반을 다지게 된다.
1946년 2월 8일 북조선 임시인민위원회의 부위원장으로 선출된 김두봉은 1주일 뒤인 16일 조선독립동맹을 바탕으로 연안에서 만난 공산주의자들과 함께 마오쩌둥의 신민주주의(新民主主義) 사상에서 이름을 따 조선신민당을 창당하기에 이른다.

## 조선신민당의 합당과 소멸
주석은 김두봉. 부주석은 최창익, 한빈이다. 주요 당 간부로는 백남운, 허정숙, 박효삼 등이 있었다. 조선신민당의 존재는 당시 가장 큰 세를 가지고 있던 조선공산당과 그들의 뒤에 있던 소련에게 있어 달가운 존재가 아니었다. 결국 소련의 압력으로 조선신민당은 김일성이 이끌던 조선공산당 북조선분국과의 합당을 조용히 추진하게 되었다.
조선신민당이 조선공산당 북조선분국과 합당을 추진하게 되면서 조선신민당은 백남운이 이끌던 경성특별위원회를 그 해 7월 13일 남조선신민당 중앙위원회로 명칭을 변경하고 독립시킨다.
조선신민당은 창당 후 불과 6개월 만인 1946년 8월 조선공산당 북조선분국과 합당하여 북조선로동당이 되었다.
북조선로동당의 출범으로 남쪽의 공산주의자들 간에도 합당하자는 여론이 형성되었다. 조선신민당에 의해 독립된 남조선신민당은 남쪽의 조선공산당, 조선인민당과 함께 사회로동당이라는 이름으로 합당을 결의한다.
그러나, 그해 11월 조선공산당 간부파 계열인 박헌영이 남로당을 창당하면서 남조선신민당은 남로당에 가담할지를 놓고 내부 분열이 발생하고 만다. 결국, 중앙간부파는 남로당에 흡수되었으며 반(反)간부파는 조선공산당 대회파, 조선인민당 31인파와 함께 사회로동당을 결성하면서 남조선신민당도 소멸하였다.

## 같이 보기
- 김두봉
- 김무정
- 최창익
- 백남운
- 연안파
- 조선민족혁명당
- 조선의용군
- 조선의용대
- 조선독립동맹
- 조선공산당
- 조선로동당
- 조선인민당
- 남조선로동당
- 사회로동당